# Amine Hamia
Amine Hamia (en arabe : أمين حامية) est un footballeur algérien né le 6 octobre 1989 à Bourouba dans la wilaya d'Alger. Il évolue au poste d'avant-centre à l'US Souf.

## Biographie
Lors de la saison 2015-2016, il se met en évidence en inscrivant avec le club de l'Olympique de Médéa 12 buts en 13 matchs de deuxième division, soit en moyenne un but toutes les 95 minutes. 
Le 28 octobre 2016, il inscrit avec le club de Médéa son premier doublé en Ligue 1, lors de la réception du CS Constantine, permettant à son équipe de l'emporter sur le score de 3-2. Deux semaines plus tard, il récidive en marquant un nouveau doublé, lors de la réception du RC Relizane, permettant à son club de gagner 2-1.
En janvier 2017, il est transféré au club du CR Belouizdad. Le 9 février 2017, il se met en évidence en étant l'auteur d'un doublé lors de la réception du Mouloudia Olympique Béjaïa (victoire 3-0). Cinq jours plus tard, il marque un nouveau doublé, sur la pelouse du MC Oran (victoire 0-2).
Le 15 janvier 2018, Hamia signe un contrat de trois ans à l'USM Alger. Il fait ses débuts sous ses nouvelles couleurs en Ligue 1 lors d'une victoire 0-3 contre le DRB Tadjenanet. 
Le 29 juillet 2018, il marque son premier but avec l'USMA, en Coupe de la confédération, contre le club rwandais de Rayon Sports (score : 1-1). 
Le 30 octobre 2018, il joue son premier match en championnat de la saison, lors d'une rencontre face à l'Olympique de Médéa. Il se met alors en évidence en inscrivant deux buts, permettant à son équipe de l'emporter 1-3.
Il fait ensuite un passage au MC Oran en 2019, puis tente une courte expérience en Tunisie, au CS Chebba. De retour en Algérie, il joue la saison 2020-2021 à l'AS Aïn M'lila et parvient à marquer 8 buts en 21 matchs de championnat. Le 19 août 2021, il signe pour le club irakien d'Al-Diwaniya, mais connaît des difficultés pour obtenir un visa. Il résilie donc son contrat et retourne, le 15 septembre, au CS Chebba pour une année.

## Palmarès

### En club
| O Médéa - Championnat d'Algérie D2 (1) : - Champion : 2015-16. |  | CR Belouizdad - Coupe d'Algérie (1) : - Vainqueur : 2016-17. |  | USM Alger - Championnat d'Algérie (1) : - Champion : 2018-19. |

### Individuel
- Meilleur buteur de Ligue 2 avec l'Olympique de Médéa saison 2015-16[11].